# Tarukka
Tārugga, auch Tarukka (hethitisch: URUta-a-ru-ug-ga) war eine hethitische Stadt in Nordanatolien, die auch im Illuyanka-Mythos eine Rolle spielt.

## Überlieferung
In seinem Feldzug gegen das Land Tummana zog der König Šuppiluliuma I. vom Fluss Marraššanda (Kızılırmak) auf den Berg Illuriya und übernachtete dort in der Stadt Wašḫaya. Dann brandschatzte er die Gebiete von Kiškilušša und Tarukka. Nachdem er noch weitere Städte in der Region, darunter auch Šapidduwa, zerstört hatte, kam er in das Land Tummana.
Im Mythos des Schlangendämons Illuyanka, baute die Göttin Inar für ihren menschliche Gehilfen und Geliebten Ḫupašiya von Ziggaratta ein Haus auf dem Felsen von Tarugga. Nachdem dieser trotz Verbots der Göttin aus dem Fenster schaute, wurde er von ihr getötet.